# Peter Gregor
Peter Gregor (* 28. října 1986 Bratislava) je slovenský cestovatel, publicista, hudebník (styl dark ambient, dungeon synth), básník a podnikatel. Jeho otec je slovenský filozof Vlado Gregor.

## Život
Po ukončení studia na Pedagogické a sociální akademii propadl lásce k horám a cestování. Jako nadšenec autentického cestování se v roce 2010 vydal na svou první cestu stopem z Istanbulu až po Káhiru. Opakovaně navštívil Irák, na jaře roku 2013 a v říjnu 2024 Afghánistán již pod vládou Talibanu  a v březnu roku 2018 Somálsko, kde vůbec jako první bílý turista od roku 1990 vstoupil do jižní provincie země – Jubbalandu. Spolu s horolezcem Martinem Jurišem vystoupil na nejvyšší vrchol Iráku – Cheekha Dar v listopadu 2018. Jde o první slovenský výstup. Rok 2019 se nesl ve znamení vstupu na území hnutí Hizballáh v Libanonu, které mnoho světových států považuje za teroristickou organizaci. Petr stál přímo před zdí oddělující Izrael a Libanon – jde o jednu z nejcitlivějších hranic na světě vůbec. Z území byl nakonec vyhoštěn. Peter navštěvuje území, která jsou turisticky dlouhodobě nepoznána nebo zasažena konfliktem. Jeho poslední kroky vedly do války zničeného Jemenu v květnu roku 2023 a v lednu roku 2024, kdy navštívil boji zasažený přístav Aden  a rok později zase Rožavu - (převážně) kurdský region v Sýrii necelý měsíc po pádu prezidenta Baššára Asada.
O svých cestách Petr aktivně přednáší, bloguje a publikuje v renomovaných časopisech. Vydal knihu “Mimo turistickej zóny” ve slovenštině i v češtině. 

## Hudební tvorba
Peter Gregor je se svým projektem Project Gregus představitelem hudebního žánru Dungeon Synth. V roce 2021 mu vyšlo album s názvem "Return of the sun" pod hlavičkou ukrajinského vydavatelství Depressive Illusions Records. Rok na to se jeho skladba "Trolls Movement" objevila na československé kompilaci tohoto žánru s názvem Czech & Slovak Dungeon Synth Compilation, vydavatelství Sky Burial. Rok 2023 se nesl ve znamení nahrávky "Hunting the peace" od italského vydavatele Earth & Sky Productions, kde se objevila skladba "Positive Dungeon" s vokálem od zpěváka Croma ze známé slovenské atmosférické metalové skupiny "Orkrist." Své domovské vydavatelství našel ve Finsku. Center Of The Earth Records se postaralo o jeho dvě nahrávky – „Ghost awakening“ a „Before the castle was closed.“
Rok 2025 byl opět plný hudební inspirace. Peter vydává své další album na vinylové desce. "Purple Sky Beloved" se potýká s mnoha pozitivními reakcemi.

## Publikace

### Knihy
- GREGOR, Peter. Mimo turistickou zónu. 1. vyd. Praha: Albatros Media, 2020. 152 s. ISBN 9788026437444.

### Články
- Obrazy zo súčasného Iraku a Afganistanu (fotoobjektívom P. Gregora), Viera a život 6/2015, str. 17
- Dva dni v Kábule, SME Ženy, 2015.
- Rozhovor s bratom Eliasom, Lady Monastery, Zrno 20/2015, str. 14
- Bratr Eliáš o životě v Iráku, Světlo 27/2015, str. 9
- časopis Profit: Bitka o dedičstvo v ropnom údolí, Profit 20/2015, str. 60; V Kábule vám pomôže len otvorenosť, Profit 21/2016, str. 66
- Otvoríme zúfalým svoje dvere?, Slovenka 22/2015, str. 30
- časopis Break: V srdci kolísky civilizácie, Break 1/2018, str. 18, Turistom v Somálsku, Break 5/2018, str. 18
- časopis Koktejl: Turistou v Somálsku, KOKTEJL 10/2018, str. 24; Konečně na vrcholu! KOKTEJL 4/2019, str. 74; Na území Hizballáhu, 11/2019, str. 62.
- Iráne som sa cítil bezpečne, PLUS 1 DEŇ 261/14, 9. 11. 2019.
- Petržalčan Peter Gregor - V Palestíne ma chceli ukameňovať, Petržalské noviny, 16/2019, str. 6.
- časopis Život: Čo nové v Afrike?
- Život 36/2018, str. 42
- Na horúcej pôde, Život 30/2019, str. 44
- V krajine bohov, Život 46/2018, str. 40
- Zjazvený, ale krásny, Život 3/2019, str. 38
- Zákázaná hora, Život 12/2019, str. 44
- Medzi dvoma svetmi, Život 25/2020, str. 46
- Dávaj si bacha, keď pôjdeš do Karabacha, Velbloud, ročník 2019, str. 68
- Turistické víza? Také tu nepoznajú, Téma 29/2020, str. 28
- Peter Gregor: Mimo turistickej zóny - cestopis z neprístupných regiónov sveta, 2020,
- V krajinách bez turistov, Plus 7 Dní 33/2020, str. 50
- Ako prežiť v krajinách, kde ide o život, TÉMA 37/2020, str. 48
- Chodím tam, kde cítim, že sa môže stretnúť človek s človekom, MADAM EVA 10/2020, str. 120
- Destinácie za trest?, FOR MEN 11/2020, str. 64
- Mezi dvěma světy, KOKTEJL 10/2020, str. 70
- Pod drobnohľadom, ŽIVOT 28/2021, str. 50
- V zakázanom svete, ŽIVOT 22/2022, str. 46
- Skalná Výzva, ŽIVOT 31/2022, str. 44
- Na iracké dovolené snů, LIDÉ A ZEMĚ 7/2022, str. 105
- Energia ľudskosti, ŽIVOT 40/2022, str. 44
- Objevte tajemství starověké Mezopotámie, TRAVELIFE 3/2022, str. 19
- Nový Orient na dosah, ŽIVOT 17/2023, str. 44
- Problémy v raji, ŽIVOT 22/2023, str. 46
- Jemen - o staletí zpět v čase, KOKTEJL Srpen-Září 2023, str. 18
- Šťastná aj nešťastná Arábia, ŽIVOT 32/2023, str. 48
- Výlet do bašty Talibanu!, NOVÝ ČAS 29.10.2023, str. 2
- Kde sa triasla zem, ŽIVOT 1/2024, str. 48
- V top reštaurácii sa najete za 10 eur, NOVÝ ČAS 14.3.2024, str. 10
- Ostrov dračej krvi, ŽIVOT 30/2024, str. 48
- Zo sveta mimo turistickej zóny, Montana Metal Fest Magazín 2024, str. 24
- Tam, kde se chvěla země, LIDÉ A ZEMĚ, 10/2024, str. 16
- Skrytá perla Orientu, TRAVELLIFE 3/2024, str. 26
- Na ostrově dračí krve, KOKTEJL Prosinec 2024 - Leden 2025, str. 30
- Blízko hraníc rebelov, ŽIVOT 5/2025, str. 46
- Všetci bojujú o prežitie, učitelia predávajú zeleninu. NOVÝ ČAS 10.3.2025, str. 2
- Nová Sýria, ŽIVOT 11/2025, str. 34
- Přežít další den, KOKTEJL Červen 2025, str. 66

### Blogy
- Blog na blog.sme.sk[14]